# Берёзовка (Уфимский район)
Берёзовка, Березовка (баш. Березовка) — деревня в Уфимском районе Республики Башкортостан Российской Федерации. Входит в состав Зубовского сельсовета. Находится в санитарно-защитной зоне международного аэропорта «Уфа».

## География

### Географическое положение
Расстояние до:
- районного центра (Уфа): 20 км,
- центра сельсовета (Зубово): 6 км,
- ближайшей ж/д станции (Уршак): 15 км

## Население
| 2002 | 2009 | 2010 |
| ---- | ---- | ---- |
| 137  | ↗156 | ↘115 |

### Национальный состав
Согласно переписи 2002 года, преобладающая национальность — русские (89 %).

## Инфраструктура
Личное подсобное хозяйство с зоной сельскохозяйственного использования, индивидуальная застройка усадебного типа.

## Религия
В деревне есть православная церковь Рождества Христова - старейшая каменная церковь Башкортостана.